# Peraglyphis
Peraglyphis es un género de polillas de la familia Tortricidae.

## Especies
- Peraglyphis aderces Common, 1963
- Peraglyphis anaptis (Meyrick, 1910)
- Peraglyphis aphanta Common, 1963
- Peraglyphis atherista Common, 1963
- Peraglyphis atimana (Meyrick, 1881)
- Peraglyphis chalepa Common, 1963
- Peraglyphis confusana (Walker, 1863)
- Peraglyphis crustata (Meyrick, 1912)
- Peraglyphis dyscheres Common, 1963
- Peraglyphis eida Razowski, 2016
- Peraglyphis epixantha Common, 1963
- Peraglyphis eucrines Common, 1963
- Peraglyphis hemerana (Meyrick, 1882)
- Peraglyphis idiogenes Common, 1963
- Peraglyphis lividana (Meyrick, 1881)
- Peraglyphis scepasta Common, 1963
- Peraglyphis silvana Razowski, 2012
- Peraglyphis xenuncus Razowski, 2014